# Международный аэропорт имени О. Р. Тамбо
Международный аэропорт имени О. Р. Тамбо (англ. O.R. Tambo International Airport) (ИАТА: JNB, ИКАО: FAOR) — крупнейший аэропорт, расположенный недалеко от Йоханнесбурга, ЮАР. Это главный аэропорт, обслуживающий внутренние и международные рейсы ЮАР, а также самый загруженный аэропорт Африки. В 2007 году аэропорт обслужил 19 440 000 пассажиров (прирост к предыдущему году 12,1 %). Аэропорт также является главным хабом для крупнейшего в ЮАР авиаперевозчика South African Airways (SAA), а также для некоторых меньших авиакомпаний.
Ранее аэропорт носил официальное название Международный аэропорт Йоханнесбург (англ. Johannesburg International Airport), а до этого — Международный аэропорт имени Яна Смэтса (англ. Jan Smuts International Airport), что отразилось на коде ICAO аэропорта, FAJS, в честь южноафриканского политика. Первое переименование произошло в 1994 году, когда новое правительство ЮАР приняло решение не называть аэропорты в честь политических деятелей. Это решение позднее было пересмотрено, и аэропорт снова был переименован 27 октября 2006 года, на этот раз в честь Оливера Тамбо, бывшего президента Африканского национального конгресса (ANC).

## История
Аэропорт был создан в 1952 году, под названием аэропорт Яна Смэтса, через два года после его смерти, около города Кемптон Парк в Ист-Рэнде. Он заменил международный аэропорт Палметфонтейн, через который осуществлялись рейсы в Европу с 1945 года. В том же году аэропорт принял первый рейс реактивного самолёта, это был коммерческий рейс de Havilland Comet из Хитроу в Йоханнесбург.

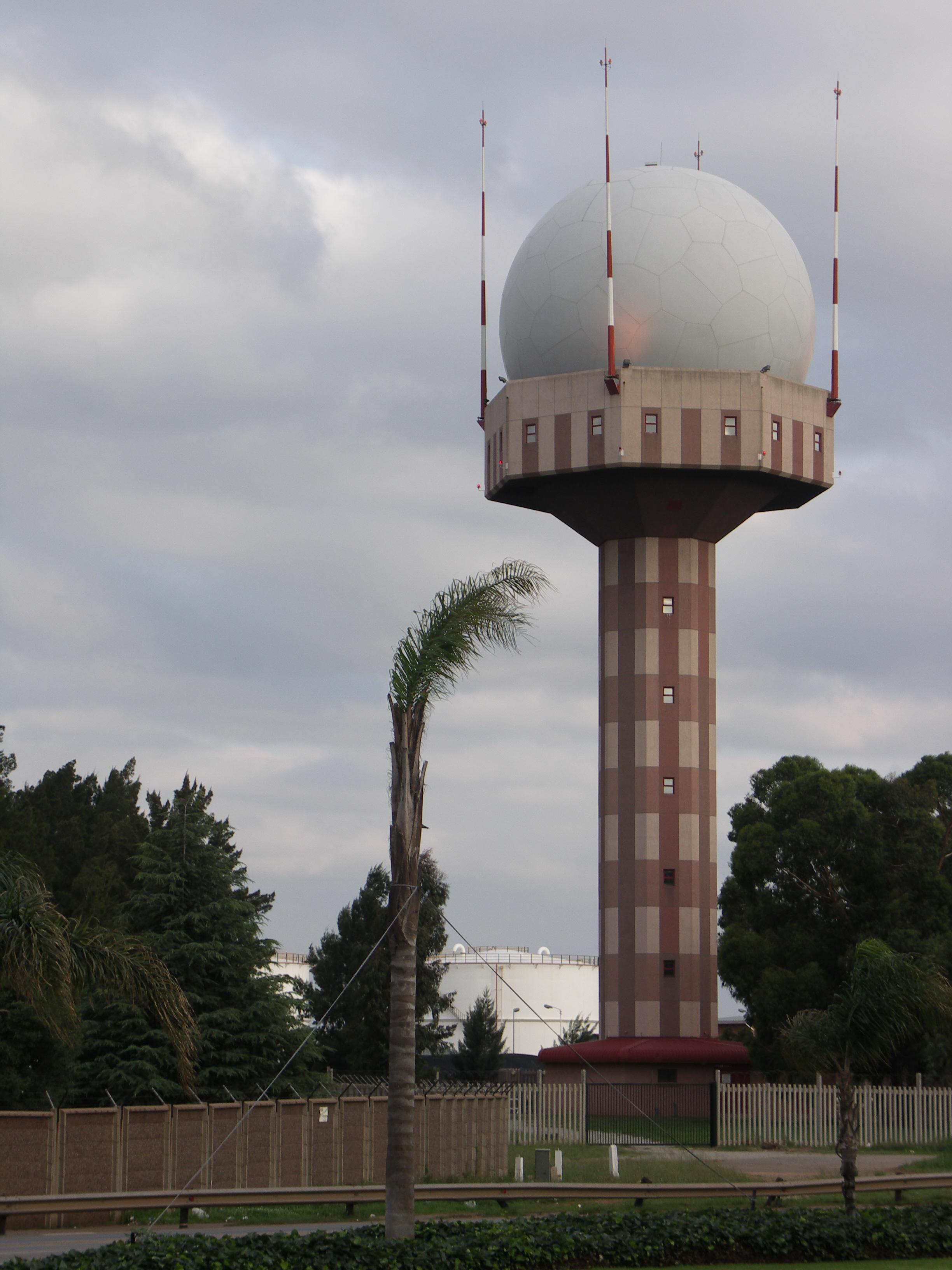
Один из радаров в аэропорту

В 1970-е в аэропорт совершал рейсы Concorde, во время этих рейсов исследовались особенности посадок и взлётов самолёта. В 1980-е годы многие страны прекратили торговлю с ЮАР в связи с санкциями ООН, наложенными ввиду политики апартеида, многие авиакомпании прекратили полёты в ЮАР. Эти санкции привели к тому, что South African Airways было отказано в пролёте над многими африканскими странами, более того, два пассажирских самолёта были обстреляны над Родезией, вынудив их прокладывать маршрут вокруг Африки. Это потребовало использовать специальные модификации самолётов, такие как Boeing 747-SP. После прекращения политики апартеида и снятия санкций название аэропорта, как и других аэропортов ЮАР, были изменены на политически нейтральные.
Аэропорт Йоханнесбурга превзошёл по пассажирообороту международный аэропорт Каира в 1996 году и стал самым загруженным аэропортом Африки, и вторым по загруженности аэропортом региона Африки и Ближнего Востока после международного аэропорта Дубая. Ожидалось, что в 2010 году пассажирооборот аэропорта достигнет 21 млн.. Аэропорт входит в 100 самых загруженных аэропортов мира.
26 ноября 2006 году аэропорт стал первым в Африке, принявшим Airbus A380. Самолёт прилетел в Йоханнесбург из Сиднея через Южный полюс.

## Общая информация
Международный аэропорт имени О. Р. Тамбо расположен на высоте около 1700 над уровнем моря, на этой высоте воздух менее плотный, чем внизу. Это оказывает значительное влияние на работу самолётов. Например, рейс из Йоханнесбурга в Вашингтон, который в настоящее время осуществляется на Airbus A340-600, делает вынужденную промежуточную посадку в Дакаре на дозаправку, так как самолёт не может взлететь из Йоханнесбурга полностью заправленным. В связи с низкой плотностью воздуха самолёту нужна более длинная полоса для взлёта, чтобы он мог взлететь с полным баком и полной грузовой и пассажирской загрузкой. В то же время обратный рейс из Вашингтона в Йоханнесбург является беспосадочным, так как полоса в аэропорту имени Даллеса в Вашингтоне находится на уровне 95 метров над уровнем моря. Рейс Вашингтон — Йоханнесбург является одним из самых дальних беспосадочных рейсов в мире. SAA также совершает посадки в аэропортах Западной Африки на рейсах в/из США, как в направлении в США, так и на обратном пути.
В аэропорту две параллельные ВПП, расположенные с севера на юг, ещё одна ВПП выведена из эксплуатации. Западная ВПП, 03L/21R, имеет длину свыше 4400 м, это одна из самых длинных ВПП в международных аэропортах в мире. Такая полоса необходима для взлёта больших самолётов в связи с разреженностью воздуха на большой высоте.
В периоды высокой загрузки западная ВПП используется только для взлёта, а восточная — только для посадки прибывающих самолётов. В большинстве случаев самолёты взлетают на север, а приземляются с юга, однако при изменении направления ветра возможны коррективы.
В аэропорту шесть терминалов, но их можно разделить на три основные зоны: международный терминал, внутренний терминал, транзитный терминал. Транзитный терминал состоит из частей двух старых терминалов. На данный момент он разрушен для постройки центрального термнала, который будет связан с внутренним и международным терминалом, а также увеличит количество стоек регистрации и гейтов.
В Международном аэропорту имени О. Р. Тамбо находится музей South African Airways.

## Планы развития

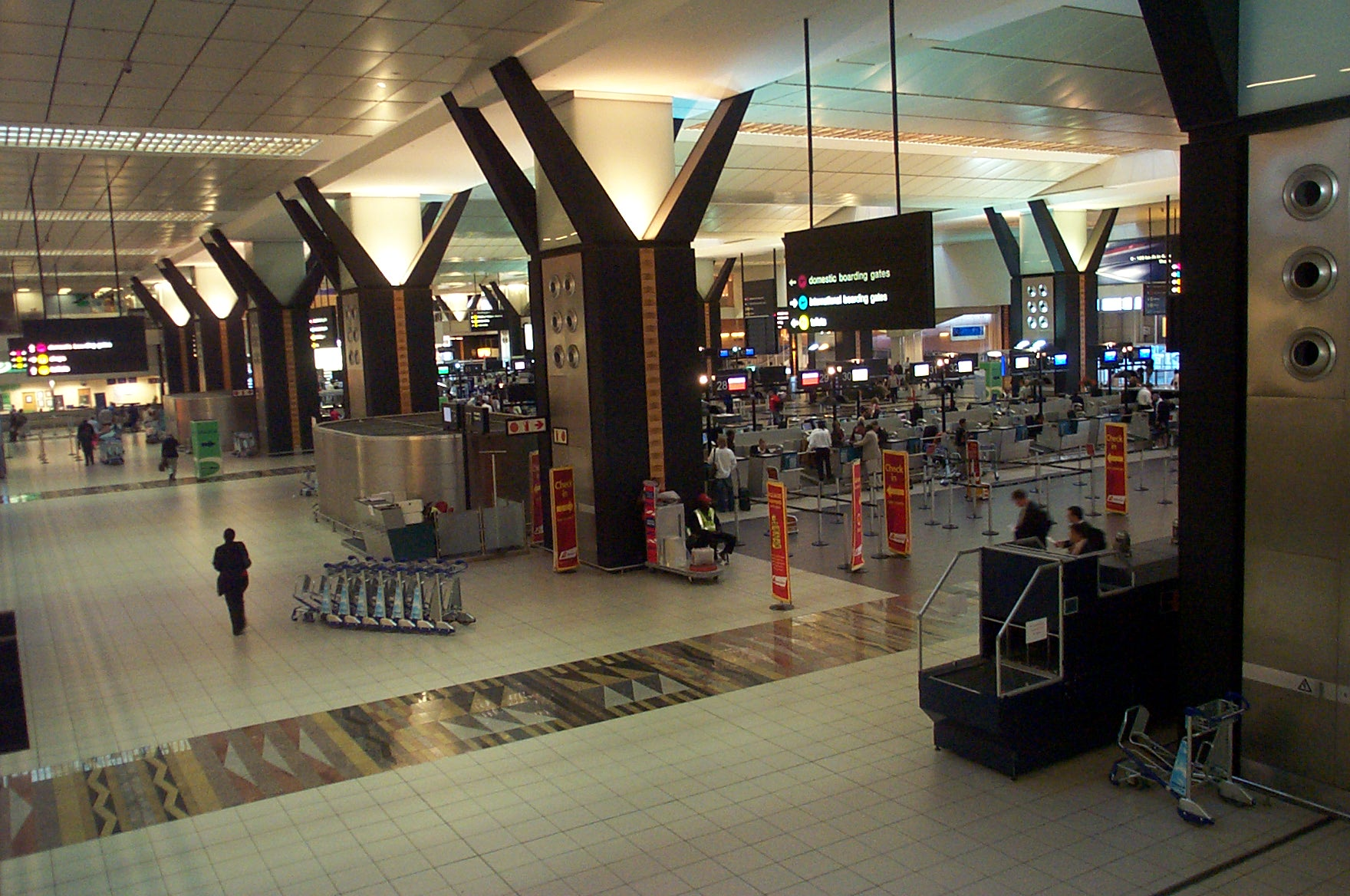
В терминале международного аэропорта Йоханнесбурга.

Airports Company South Africa (ACSA) объявила о масштабной реконструкции в аэропорту в рамках подготовки к чемпионату мира по футболу 2010 года. Планом реконструкции предусмотрено увеличение международного терминала и строительство нового международного пирса для приёма Airbus A380. Построен новый центральный терминал. Рядом с ним построен многоэтажный паркинг, Терминал A модернизирован, построены новые подъездные пути к зоне прибытия международных рейсов.
Здание центрального терминала трёхуровневое, организован прямой доступ к международному и внутреннему терминалам. Для приёма Airbus A380 сделаны новые багажные карусели. Залы прибытия пассажиров находятся на уровне 1, вылета на уровне 3. На уровне 2 будет находиться торговая зона. Станция железной дороги Гаутрейн также находится в этом терминале.
Новый международный пирс увеличил пропускную способность аэропорта, его двухэтажная структура позволила принимать девять самолётов одновременно, четыре из которых могут быть Airbus A380. Телетрапы установлены, также на этом уровне находится магазины беспошлинной торговли. Дополнительные пассажирские залы построены на верхнем уровне.
Новый международный пирс и модернизированный центральный терминал построен в 2009 году. Строительство второго терминала между ВПП на данный момент обсуждается, введение его в эксплуатацию возможно не ранее 2012 года. В нём будут расположены стойки регистрации на внутренние и международные рейсы, а также большая торговая зона. Если все планы по развитию аэропорта будут реализованы, то к 2015 году его пропускная способность возрастёт до 24 млн пассажиров в год.
Аэропорт принимает коммерческие рейсы Airbus A380, а многие авиакомпании используют большие широкофюзеляжные самолёты для дальних рейсов в Йоханнесбург. В частности, для 5 рейсов из Лондона British Airways используют Boeing 747-400, South African Airways — A340, а Virgin Atlantic оба этих типа.
Во время чемпионата мира по футболу 2010 года аэропорт Йоханнесбурга принимал самолёты, прибывающие с севера, а именно из Европы, с Ближнего Востока и из Африки. Рейсы с американских направлений принимал международный аэропорт Кейптаун, рейсы с Дальнего Востока и из Австралии — новый аэропорт Дурбана имени короля Шака.
В настоящее время аэропорт принимает Airbus A380 авиакомпаний Air France, Lufthansa. Emirates планировал начать регулярные рейсы в Йоханнесбург на Airbus A380 с 1 октября 2011 года.

## Авиакомпании и назначения

### Международные
| Авиакомпания                    | Назначения | Примечания                          |
| ------------------------------- | --- | ----------------------------------- |
| 1Time                           | Занзибар |                                     |
| Air Austral                     | Реюньон |                                     |
| Air Botswana                    | Габороне, Маун |                                     |
| Air France                      | Париж-Шарль де Голль |                                     |
| Air Madagascar                  | Антананариву, Форт Дофин |                                     |
| Air Malawi                      | Блантир, Лилонгве |                                     |
| Air Mauritius                   | Маврикий |                                     |
| Air Namibia                     | Виндхук |                                     |
| Air Seychelles                  | Махе |                                     |
| Air Tanzania                    | Дар-эс-Салам |                                     |
| Air Zimbabwe                    | Булавайо, Хараре |                                     |
| British Airways                 | Лондон-Хитроу |                                     |
| British Airways оператор Comair | Хараре, Левингстон, Маврикий, Водопад Виктория, Виндхук |                                     |
| Cathay Pacific                  | Гонконг |                                     |
| Delta Air Lines                 | Атланта, Дакар | Дакар — до 31 мая 2009              |
| EgyptAir                        | Каир |                                     |
| El Al                           | Тель-Авив |                                     |
| Emirates                        | Дубай |                                     |
| Ethiopian Airlines              | Аддис-Абеба |                                     |
| Etihad Airways                  | Абу-Даби |                                     |
| Gabon Airlines                  | Либервиль, Пуэнт-Нуар |                                     |
| Hewa Bora Airways               | Лубумбаши |                                     |
| Iberia                          | Мадрид |                                     |
| Interair South Africa           | Браззавиль |                                     |
| Interlink Airlines              | Бужумбура |                                     |
| Kenya Airways                   | Найроби |                                     |
| KLM Royal Dutch Airlines        | Амстердам |                                     |
| Linhas Aéreas de Moçambique     | Бейра, Инхамбан, Мапуту, Нампала, Пемба, Вуланкулос |                                     |
| Lufthansa                       | Франкфурт |                                     |
| Pelican Air Services            | Виланкулос |                                     |
| Qantas                          | Сидней |                                     |
| Qatar Airways                   | Доха |                                     |
| Rwandair Express                | Кигали |                                     |
| Saudi Arabian Airlines          | Джедда |                                     |
| Singapore Airlines              | Сингапур |                                     |
| South African Airways           | Абиджан, Аккра, Блантир, Дакар, Дар-эс-Салам, Энтебби, Франкфурт, Хараре, Гонконг, Киншаса, Лагос, Лилонгве, Ливингстон, Лондон-Хитроу, Луанда, Лубумбаши, Лусака, Мапуту, Маврикий,Мюнхен, Нью-Йорк-JFK, Перт, Сан-Паулу, Водопад Виктория, Вашингтон-Даллес, Виндхук | Буэнос-Айрес — с 8 апреля 2009 года |
| South African Airlink           | Антананариву, Бейра, Булавайо, Форт Дофин, Хараре, Лусака, Манзини, Масеру, Ндола, Пемба |                                     |
| South African Express           | Габорон, Лубумбаши, Волвис-Бэй, Виндхук |                                     |
| Swiss International Air Lines   | Цюрих |                                     |
| TAAG Angola Airlines            | Луанда |                                     |
| Turkish Airlines                | Стамбул |                                     |
| Virgin Atlantic                 | Лондон-Хитроу |                                     |
| Zambian Airways                 | Левингстон, Лусака, Ндола |                                     |

### Внутренние
| Авиакомпании                    | Назначения                                                                                              | Примечания      |
| ------------------------------- | --- | --------------- |
| 1Time                           | Кейптаун, Дурбан, Ист-Лондон, Джордж, Порт-Элизабет                                                     |                 |
| Airtime Airlines                | Дурбан                                                                                                  | с 4 января 2009 |
| British Airways оператор Comair | Кейптаун, Дурбан, Порт-Элизабет                                                                         |                 |
| Interlink Airlines              | Кейптаун, Дурбан                                                                                        |                 |
| Kulula.com                      | Кейптаун, Дурбан, Джордж                                                                                |                 |
| Mango                           | Кейптаун, Дурбан                                                                                        |                 |
| Pelican Air Services            | Нельспрут                                                                                               |                 |
| South African Airways           | Кейптаун, Дурбан, Ист-Лондон, Порт-Элизабет                                                             |                 |
| South African Airlink           | Джордж, Маргейт, Мафикенг, Мала-Мала, Нельспрут, Фалаборва, Питермарицбург, Полокване, Умтата, Апингтон |                 |
| South African Express           | Блумфонтейн, Дурбан, Ист-Лондон, Джордж, Хоедспрут, Кимберли, Нельспрут, Ричардс-Бэй                    |                 |

### Грузовые
- African International Airways
- Atlas Air
- Cargolux
- Emirates SkyCargo
- Federal Express (FedEx)
- Lufthansa Cargo
- Martinair Cargo
- MK Airlines
- Safair
- Singapore Airlines Cargo
- Tramon Air
- WDA

## Переименование
В конце 2005 года было предложено переименовать аэропорт в честь Оливера Тамбо, бывшего президента Африканского национального конгресса и борца против политики апартеида, что стало важным прецедентом после многолетней политики нейтральных названий аэропортов. О смене названия было официально объявлено 30 июня 2006 года, в течение 30-дневного периода была возможность зарегистрировать общественные возражения. Смена названия состоялась 27 октября 2006 года.

## Наземный транспорт
Построен новый транзитный терминал между внутренним и международным терминалом, в котором находится железнодорожная станция Гаутрейн. Она связала аэропорт с пригородом Йоханнесбурга Сэндтоном, который является деловой и туристической частью Большого Йоханнесбурга.
В сентябре 2006 года правительство провинции Гаутенг заключило контракт с Bombardier Transportation на строительство железной дороги между Йоханнесбургом, Преторией и аэропортом. Участок, соединяющий Сэндтон с аэропортом сдан в июне 2010 года, к началу чемпионата мира по футболу.